# 鳥取市立日進小学校
鳥取市立日進小学校（とっとりしりつ にっしんしょうがっこう）は、鳥取県鳥取市吉方温泉1丁目にある公立小学校。

## 沿革
出典：
- 1909年（明治42年）4月1日 - 鳥取市日進尋常小学校が開校。
- 1910年（明治43年）11月22日 - 校舎新築落成式の挙行。この日が創立記念日に制定される。
- 1941年（昭和16年）4月1日 - 国民学校令により鳥取市立日進国民学校と改称。
- 1943年（昭和18年）9月10日 - 鳥取大地震により雨天体操場倒壊、東側校舎半壊、下校後の児童が家庭で39名死亡する。避難民収容なので月末まで臨時休校となる。
- 1947年（昭和22年）4月1日 - 学制改革により鳥取市立日進小学校と改称。
- 1952年（昭和27年）5月1日 - 鳥取大火により醇風小学校の一部児童受け入れ二部授業を行う。
- 1964年（昭和39年）3月12日 - 鉄筋新校舎竣工。
- 2003年（平成15年）7月28日 - 新校舎建設のため仮設校舎へ移転。
- 2004年（平成16年）4月1日 - 2学期制の実施[2]。
- 2005年（平成17年）2月28日 - 新校舎開校。

## 校歌
- 作詞：草野恵、作曲：中村義光[3]

## 通学区域
- 永楽温泉町、栄町、末広温泉町、寺町（上区、中区）、南吉方1 - 2丁目、弥生町、吉方、吉方温泉1 - 3丁目[4]

## 進学先中学校
- 鳥取市立南中学校[4]

## 交通アクセス
- JR西日本山陰本線・因美線 鳥取駅より700m。

## 校区内の主な施設
- 鳥取市文化センター